# Naca

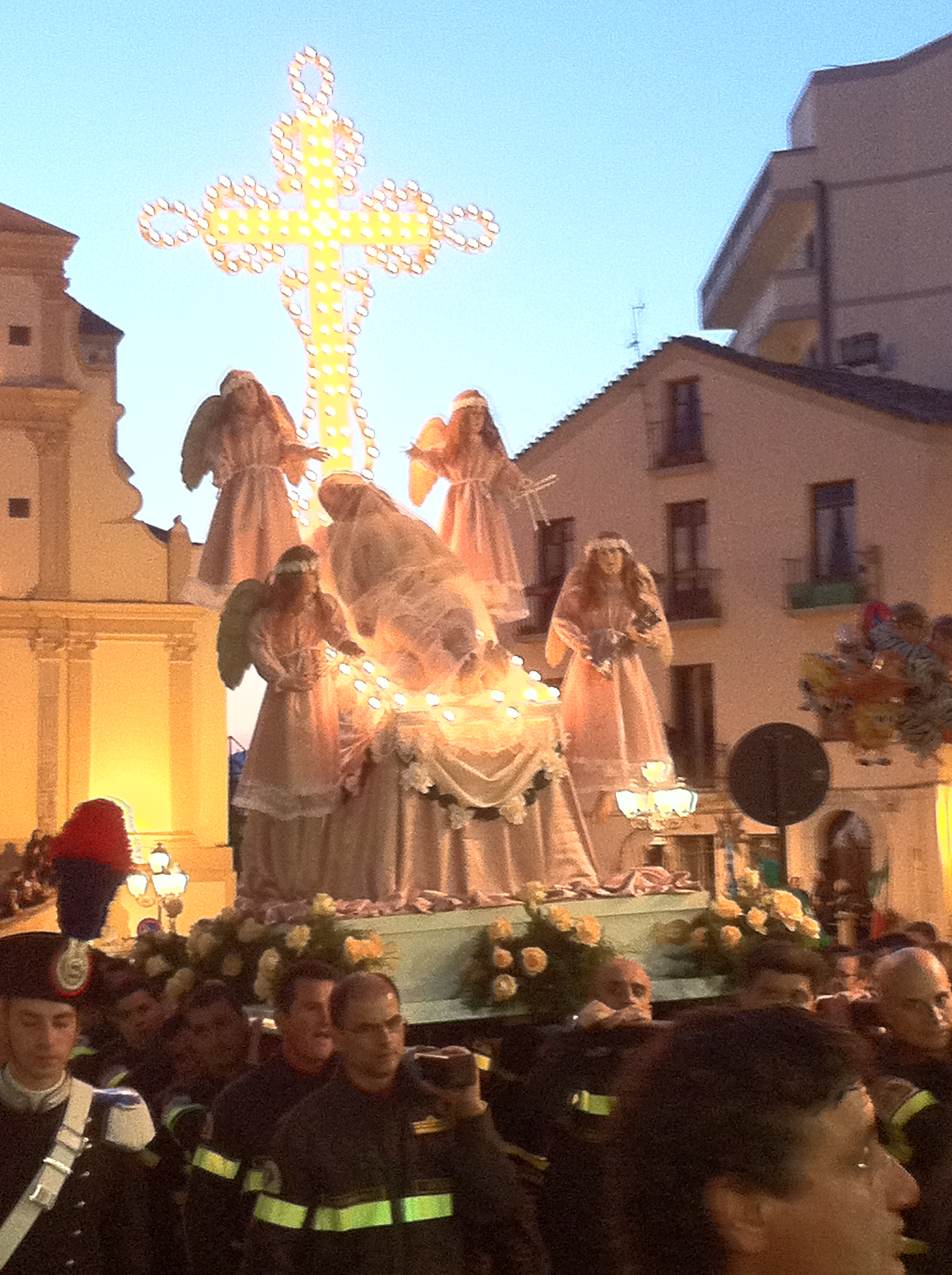
La naca del 2011.

La Naca (A Naca in dialetto catanzarese) è una processione religiosa che si svolge il venerdì santo a Catanzaro e in altri centri calabresi. Il soggetto principale della processione è la naca (termine dialettale che deriva dal greco νάκη (nake), che significa vello lanoso, adoperato verosimilmente per la costruzione di culle o amache), nella quale è adagiato il corpo di Gesù.

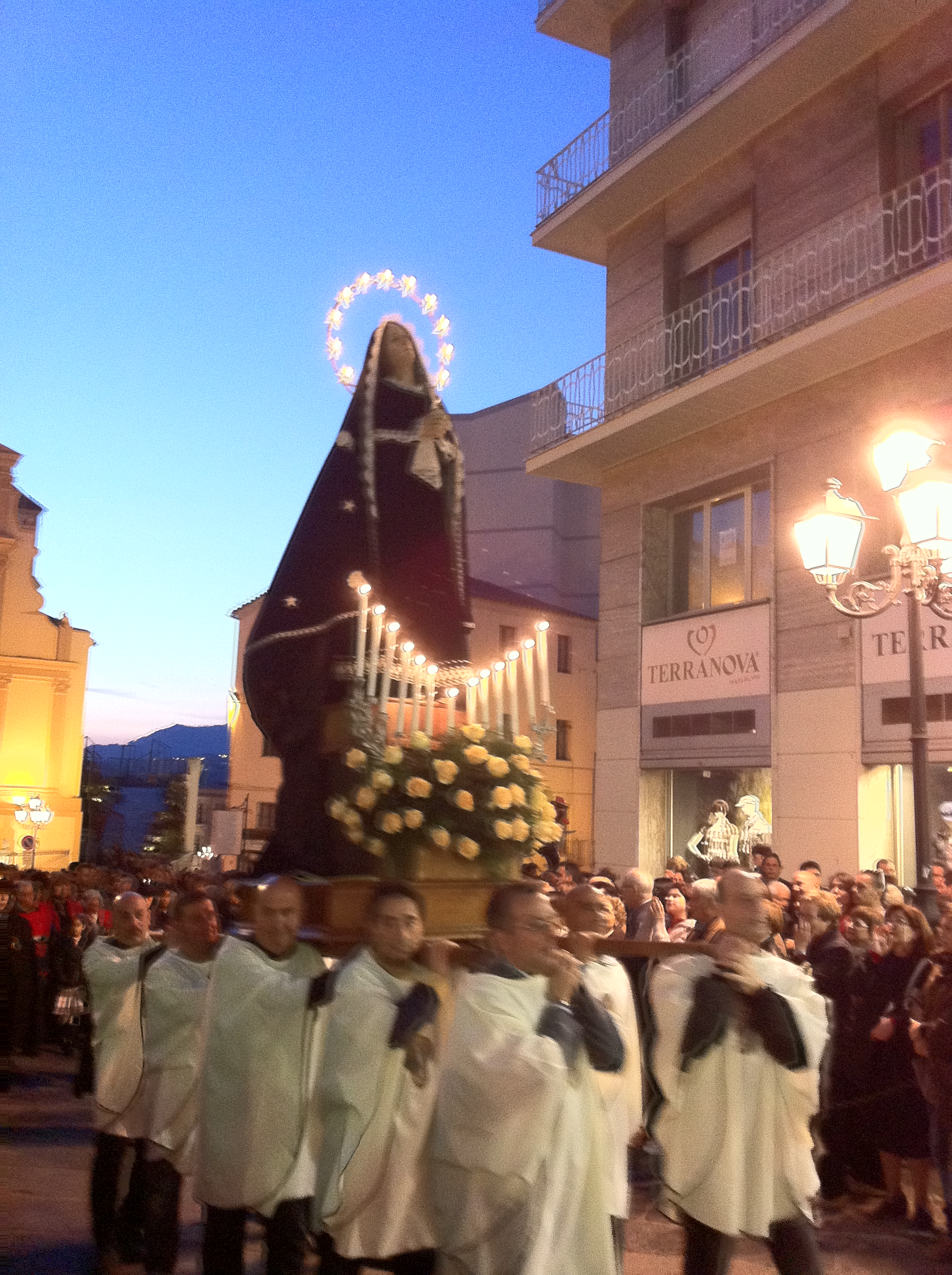
La Statua della Madonna Addolorata in processione che segue il Cristo morto

## Storia
La processione così come riportato dallo storico Giacomo Frangipane nasce dall'usanza dei Confratelli di andare a visitare i Sepolcri la sera del Giovedì Santo portando a turno "sugli omeri" una pesante Croce Penitenziale. La “Naca” veniva portata a spalla dai rappresentanti delle corporazioni dei mestieri, per molto tempo, infatti, ebbero questo privilegio i calzolai, (che per l'occasione realizzavano per sé un paio di scarpe lucide con la cucitura in spago giallo) i contadini e gli artigiani. Oggi, invece, viene portata da diversi anni dai Vigili Del Fuoco. Alla “ Culla “ segue la Madonna Addolorata, vestita con un abito nero e rappresentata con un cuore trafitto da sette spade. Questi sono i sette dolori della Vergine e Madre di Cristo. Prima del 1937 avevano luogo diverse processioni della “Naca”. Il giovedì santo usciva dalla Chiesa dell'Immacolata la Naca per “un'affacciata” fino all'attuale Piazza Grimaldi da un lato e fino al Galluppi dall'altro: Questo era il segnale, che permetteva alle altre nache di uscire in processione. Nel pomeriggio dello stesso giorno usciva la Naca della Congrega del Rosario. Il venerdì santo le processioni della Naca erano tre: dalla Chiesa del Carmine di primo mattino, da San Giovanni intorno a mezzogiorno e la sera dall'Immacolata.
Dopo il 1937 per disposizioni di Mons. Giovanni Fiorentini venne istituita una sola processione. Così fu stabilito: “In luogo delle 4 processioni solite a farsi dalle Arciconfraternite nei giorni della Passione, se ne compirà una sola il venerdì sera, dopo l'Ufficio delle Tenebre e a questa potranno prendere parte tutte e quattro le Arciconfraternite. La processione si farà per turno da ciascuna, secondo il loro ordine di precedenza.

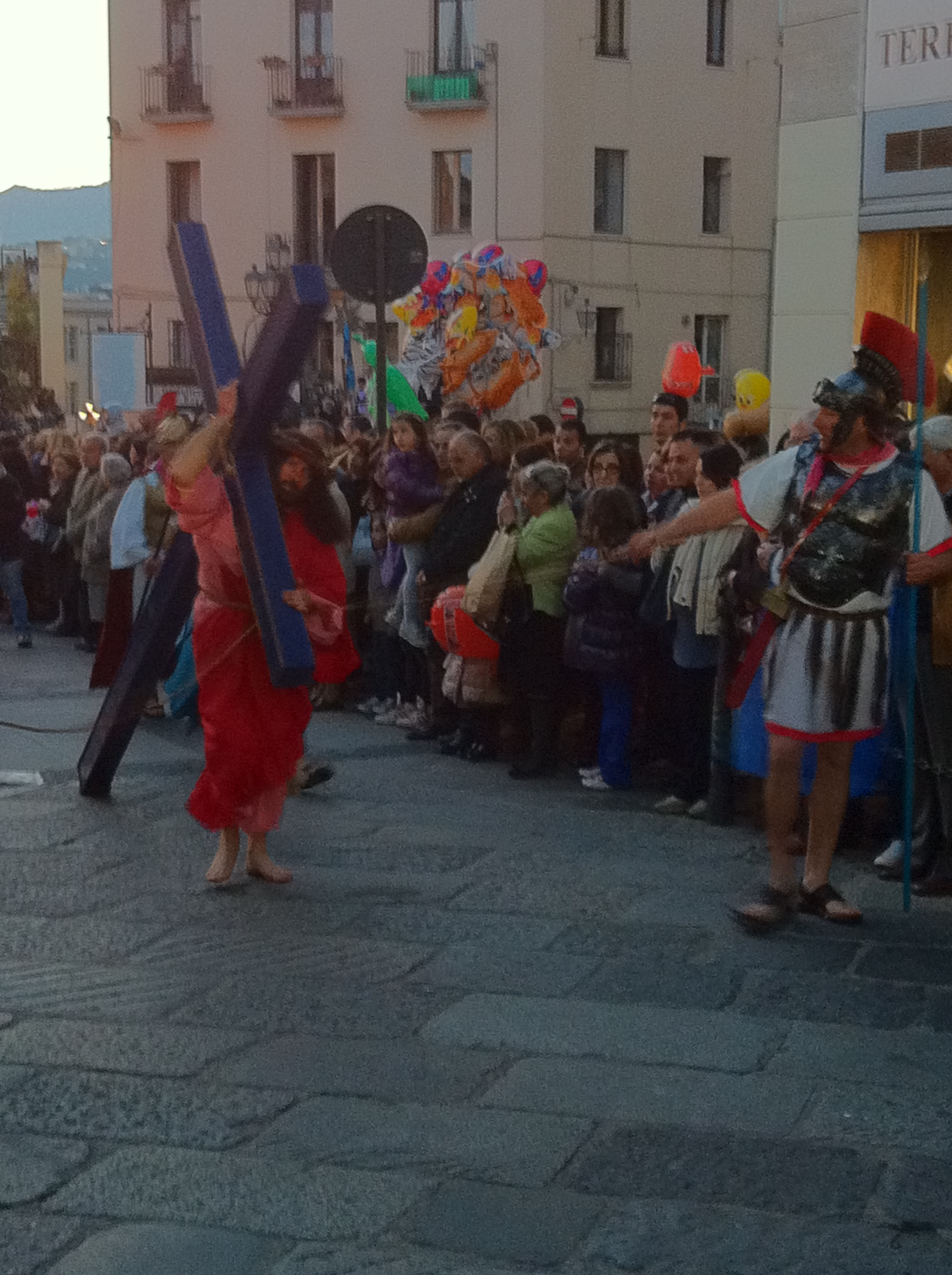
Processione della Naca del Venerdì Santo a Catanzaro

## Struttura
La Naca ha la tipica forma di una culla allungata ornata di tessuti e attorniata da fiori. Agli estremi della culla ci sono quattro o più angeli in cartapesta, che tengono in mano i simboli della Passione, alle spalle una grande croce illuminata.

## Percorso
Il corteo si snoda nelle vie del centro storico cittadino, la culla viene preceduta dagli stendardi, dai gonfaloni delle Confraternite cittadine: dei Santi Giovanni Battista ed Evangelista, dell'Immacolata, del Carmine e del Rosario.Seguono le croci penitenziali delle varie congreghe alcune tuttora esistenti, altre scomparse di queste sono rimaste: della Confraternita dei SS Giovanni Battista ed Evangelista la Rossa del SS.Sacramento e la Nera dell'Addolorata; della confraternita del Rosario la nera e la bianca del Preziosissimo Sangue della Confraternita omonima che sorta dapprima nella Cattedrale ad opera dei Setaioli confluì poi in quella del Rosario; della Confraternita dell'Immacolata la Gialla di San Giuseppe che un tempo era ad appannaggio degli ebanisti, la Viola dell'Addolorata e la Celeste dell'Immacolata, ve ne era una quarta di colore rosso dell'Arciconfraternita del SS.Sacramento poi disciolta, della Confraternita del Carmine la Nera dell'Addolorata, la Rossa del Sacro Cuore di Gesù e la Bianca della Madonna del Carmine. 
Oggi ai Confratelli che prima portavano la Croce a turno si sono sostituiti altri uomini che hanno da sciogliere un voto,  che portano in processione sette lance a ricordare le sette spade che trafissero il cuore di Maria, tutti portano in testa una corona intrecciata di rami spinosi di asparago selvatico.